# Отпуск в сентябре
«Отпуск в сентябре» — советский двухсерийный художественный драматический телефильм режиссёра Виталия Мельникова  по мотивам пьесы Александра Вампилова «Утиная охота».

## Сюжет
Инженер Виктор Зилов (Олег Даль) — типичный интеллигент «эпохи застоя». Однажды, проснувшись утром, он получает (в качестве своеобразной «милой шутки») траурный венок от «безутешных друзей».
Несколькими месяцами ранее Зилов на работе получает долгожданную квартиру и устраивает новоселье для друзей, с которыми дружит ещё со школьных времён. Галина, жена Виктора (Ирина Купченко), возлагает на квартиру большие надежды: ей кажется, что теперь начнётся счастливая жизнь.
Зилов переживает душевный кризис — экзистенциальный вакуум. Из-за ощущения безысходности он много пьёт, заводит романы с женщинами, ведёт себя как циник и нигилист. Галина всё ещё любит Виктора и хочет от него ребёнка, но Зилов привык к бесцельной жизни и считает, что ребёнок — это обуза.
Одна из любовниц Зилова, его бывшая одноклассница Вера (Ирина Резникова), напрашивается на новоселье в компании начальника Зилова (Евгений Леонов), где знакомится с приятелем Зилова Николаем Кузаковым (Николай Бурляев). Друзья дарят новосёлу набор охотника для сентябрьской утиной охоты — единственного занятия, которое вызывает у Виктора подлинный и неугасающий интерес.
Зилов и его приятель Анатолий Саяпин (Юрий Богатырёв) — сотрудники научного института. Решив схалтурить (и одновременно помочь Анатолию с получением квартиры), Зилов — в общем-то способный человек — подсовывает своему начальнику «липовый» проект, однако тот обнаруживает подлог и устраивает разнос Зилову и Саяпину. Виктор пытается представить дело так, будто начальник придирается к ним из-за того, что Вера «продинамила» Кушака после новоселья. Однако отношения с начальником портятся.
Зилов знакомится со студенткой-первокурсницей Ириной (Наталия Миколышина) и приглашает её в кафе, где работает официантом его приятель Дима (Геннадий Богачёв). Одновременно он получает телеграмму: у Виктора умер отец, и он должен ехать на похороны. Случайно увидев Виктора с Ириной, Галина принимает решение покинуть его. Виктор пытается остановить её, но безуспешно. Зилов занимает у официанта деньги, но ехать на похороны он, разумеется, и не думает.
Виктор устраивает перед традиционным сентябрьским отпуском ужин в кафе и приглашает всех своих друзей, Ирину и своего начальника. Однако он напивается до беспамятства и устраивает скандал, выставив всех без исключения приглашённых гостей и «друзей» в самом неблаговидном свете, правдиво и недвусмысленно живописуя их характеры и отношения между собой. Гости негодуют и оскорбляются по этому поводу, один из них (Николай Кузаков) даже пытается подраться с Виктором, но его останавливает официант Дима, который, впрочем, также становится «мишенью» для Зилова (Виктор обзывает Диму «лакеем», за что заслуженно получает в морду).
На следующее утро Виктор просыпается один в пустой необустроенной квартире. Стол на кухне заставлен пустыми бутылками. Он достаёт из холодильника свою кепку и бутылку пива, опохмеляется и начинает готовиться к охоте. Получив траурный венок с дарственной надписью «от безутешных друзей», он вспоминает, что накануне его друзья вернулись за ним в кафе, вытащили его из-под стола и доставили домой, но затем решили отомстить ему за испорченный вечер. Он узнаёт, что Ирина выписалась из общежития, забрала документы из института и уехала. В приступе депрессии Зилов звонит Диме, извиняется за своё поведение и отменяет долгожданную поездку на утиную охоту, приглашая Диму «на поминки». Виктор решает покончить жизнь самоубийством и пытается застрелиться из ружья, но его спасает внезапный телефонный звонок, в котором слышатся лишь гудки повешенной трубки. Прибывшие в этот момент Анатолий и Николай обезоруживают его, но Дима, приехавший следом, после короткого разговора с Виктором уходит вместе с ними, оставляя Зилова наедине с заряженным ружьём. Через несколько часов Дима, ожидавший друга возле дома, звонит Зилову. Тот, успокоившись, соглашается отправиться на охоту.

## В ролях
- Олег Даль — Виктор Александрович Зилов, инженер Центрального бюро технической информации (ЦБТИ)
- Юрий Богатырёв — Анатолий Саяпин, инженер ЦБТИ, одноклассник и друг Зилова
- Ирина Купченко — Галина, жена Зилова
- Геннадий Богачёв — Дима, официант в кафе «Незабудка», одноклассник и друг Зилова и Саяпина
- Николай Бурляев — Николай Кузаков, приятель Зилова
- Евгений Леонов — Вадим Андреевич Кушак, начальник Зилова и Саяпина
- Ирина Резникова — Вера, продавщица, одноклассница и давняя любовница Зилова
- Наталья Гундарева — Валерия, жена Саяпина
- Наталия Миколышина — Ирина Николаевна Рожкова, студентка, новая возлюбленная Зилова

Фильм снимался в Петрозаводске.

## Цензура
Фильм снят в 1979 году, но после съёмок был «положен на полку».

Картину в Останкино приняли хорошо — с реверансами и комплиментами. После многолюдной премьеры я приехал в Останкино узнать, когда фильм выйдет в эфир. Меня уверили, что начальство только и ждёт удобного момента, чтоб выпустить картину, но «момент как раз сейчас неудачный, и международное положение тоже». Потом на ТВ ждали «удобного момента» ровно восемь лет — до самой перестройки.— Виталий Мельников
На телевизионный экран картина попала лишь 6 лет спустя после смерти Олега Даля.

## Съёмочная группа
- Автор сценария: Виталий Мельников
- Режиссёр: Виталий Мельников
- Главный оператор: Юрий Векслер
- Главный художник: Белла Маневич

## Награды
- 1987 — Всесоюзный фестиваль телевизионных фильмов, приз за лучшее исполнение роли (Олег Даль)[3][4].